# Khuushuur
Le khuushuur (mongol : ᠬᠤᠤᠱᠤᠤᠷ ; mongol cyrillique : хуушуур ; API : [xʊ́ːʃʊr]) est un chausson frit et fourré à la viande originaire de Mongolie.
Il est constitué d'une pâte de farine de blé, farcie d'un mélange de viande et de gras de viande (le plus souvent mouton, parfois bœuf), d'oignons et/ou ail, sel et épices. La farce peut aussi être constituée d'abats (tripes, foie, boudin). Chaque famille possède sa variation de la composition farce et de son assaisonnement.
Le khuushuur est proche de certaines recettes russes ou du tchebourek tatar.

## Préparation
Un rond de pâte est fait, la farce est ajoutée en son milieu, puis la pâte est pliée pour former le chausson.

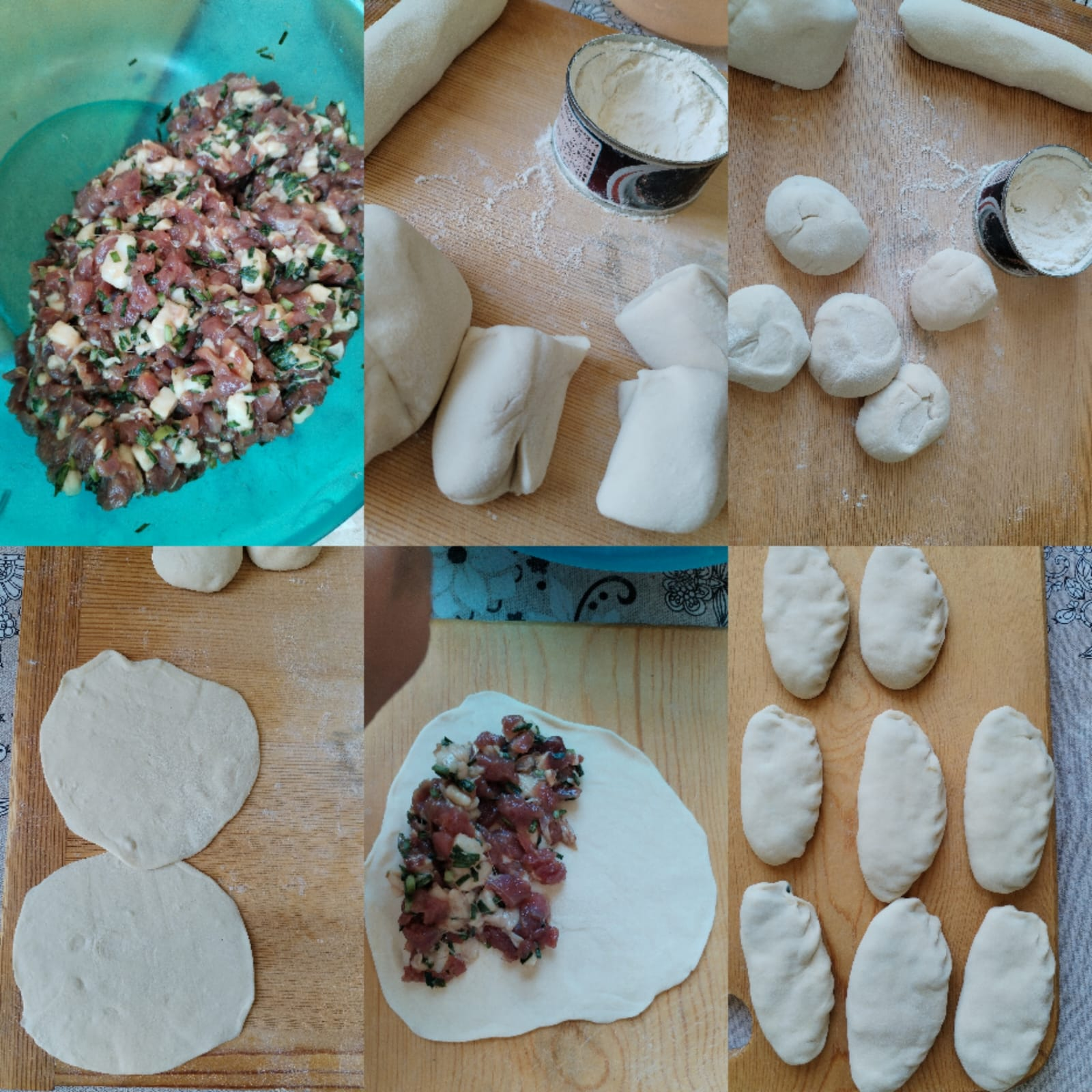
Préparation de khuushuur : farce, pâte et façonnage.

Le chausson est alors cuit à l'huile, jusqu'à ce qu'il brunisse légèrement pour lui donner un aspect doré.
Le khuushuur est plus apprécié lorsque la viande a été taillé finement au couteau (il est vu plus authentique qu'une version avec de la viande hachée mécaniquement).
Durant le Naadam (fête nationale mongole), une version spéciale circulaire du khuushuur est préparée.

## Consommation
Le mets se consomme généralement chaud et est mangé avec les doigts. En hiver, on le prend souvent à pleine main pour se réchauffer les mains et aider à la circulation sanguine.
On croque une extrémité, puis on boit le jus contenu dans le chausson avant de finir de le manger.
La graisse contenue dans le khuushuur peut être utilisée pour se couvrir le visage afin d'affronter les grands froids (jusqu'à -40 degrés en hiver en Mongolie).[réf. souhaitée]
Le khuushuur est consommé avec une boisson chaude pour aider à la digestion du gras qu'il contient.
Ce plat est très apprécié en été, il est consommé lors des grands voyages estivaux. On trouve des restaurants et des groupes de restaurants servant, parfois uniquement, des khuushuurs très régulièrement le long des routes.